# 丹尼爾·杜·圖瓦
丹尼爾·斯蒂芬努斯·杜·圖瓦（Daniel Stefanus du Toit，1917年12月15日—1981年9月28日）是一位南非天文學家。
1917年12月15日，丹尼爾·斯蒂芬努斯·杜·圖瓦出生於南非自由州斯普林方丹，後來在布隆方丹的Sentraal高中Hoërskool Sentraal接受教育，畢業後於 1936年進入馬澤爾斯波特的博伊登天文台（哈佛大學天文台），成為約翰·帕拉斯凱沃普洛斯（John S. Paraskevopoulos）博士的首席助理。
他發現了多顆彗星，包括杜圖瓦-諾伊明-德爾波特彗星、杜圖瓦彗星、杜圖瓦-哈特雷彗星。